# Emma Drobná
Emma Drobná (ur. 24 marca 1994 w Nowym Mieście nad Wagiem) – słowacka piosenkarka, zwyciężczyni Česko Slovenská SuperStar 2015. Śpiewa przede wszystkim w języku angielskim, chociaż niektóre spośród jej utworów zawierają tekst słowacki. W 2016 r. wzięła udział w programie Tvoja tvár znie povedome, ale nie przeszła do finału.

## Dyskografia
Albumy studyjne
- 2016: Emma Drobná
- 2017: You Should Know